# 北総鉄道7500形電車
北総鉄道7500形電車（ほくそうてつどう7500がたでんしゃ）は、2006年（平成18年）2月20日に営業運転を開始した北総鉄道の通勤形電車。
本項では、2013年（平成25年）3月1日に営業運転を開始した、千葉ニュータウン鉄道が保有し、北総鉄道が管理する9200形電車（9200がたでんしゃ）についても紹介する 。

## 概要

### 北総鉄道7500形
北総鉄道7500形は老朽化が進行した7000形を置き換える目的で製造された。北総鉄道の親会社である京成電鉄が保有する3000形（2代）に準じた、日本車輌製造が開発したステンレス鋼ブロック構体を用いた18m級3扉構造の「京成グループ標準車体」を採用し、主要機器や内装についても京成3000形（2代）と同一仕様とした。なお、京成本体を除いた京成グループ内での採用は新京成電鉄のN800形（2005年）に続き2例目。
外装はステンレスの地色を生かした無塗装仕様とし、北総鉄道のイメージカラーである「北総ブルー」と「北総ライトブルー」のラインを配している。また、両先頭車側面の帯には航空機のウイングをイメージしたスリットデザインを配するが、これは北総鉄道と線路を共同使用する京成成田空港線（成田スカイアクセス）の開業により、同線と共用することとなった北総線が東京国際空港（羽田空港第1・第2ターミナル駅・羽田空港第3ターミナル駅）と成田国際空港（空港第2ビル駅・成田空港駅）の双方を結ぶという意味が込められている。また、前面および側面の各部には日本車輌製造がデザインを担当した「HOK'SO」ロゴが貼付された。
車内はロングシート仕様で、片持ち式座席・座席間に設置されたスタンションポール・座席端部の大型袖仕切り・客用扉付近床部の黄色着色などの仕様は京成3000形（2代）に準じている。
2019年度より、全編成の車内案内表示装置が、京成3000形の一部編成に導入されている17インチLCDへと変更された他、車内への防犯カメラの設置が行われた。
北総7500形は2005年（平成17年）度に8両編成2本（16両）が製造され、2006年（平成18年）度は8両編成1本（8両）を導入、計24両が在籍する。

### 千葉ニュータウン鉄道9200形

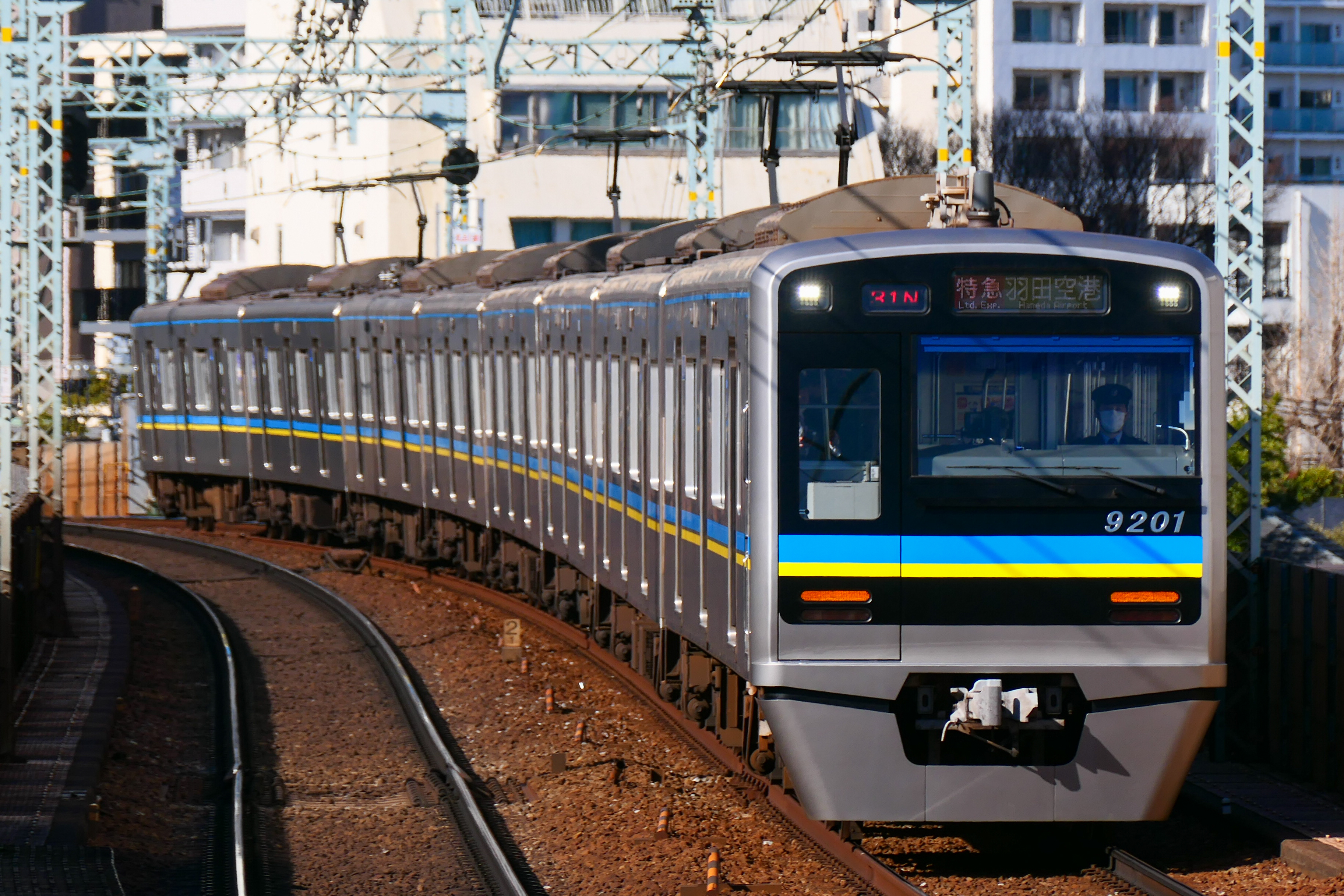
千葉ニュータウン鉄道9200形 （2023年2月 新馬場駅）

千葉ニュータウン鉄道が保有している9200形は、老朽化が進行した同社保有の9000形を置き換える目的で、2013年（平成25年）度に8両編成1本（8両）が日本車輌製造で製造され、2013年（平成25年）3月1日に営業運用を開始した。
北総7500形との差異は、ラインカラーが9100形と同色の水色と黄色となっているほか、当初より行き先表示器にフルカラーLEDを用いている点、客用扉上部に設置される車内案内表示器をLED表示パネル式から京成3050形と同様の15インチ液晶ディスプレイ式に変更し、客用扉内側の開口部先端に黄色の縦帯を配しバリアフリーを強化した点が挙げられる。ただし、現在では、7500形の行き先表示・車内が9200形と同等に更新されているので、このような差異はなくなっている。なお、9000形や9100形などと異なり、外観に「北総鉄道」の表示は入っておらず、「K'SEI GROUP」ロゴのみが入っている。
また、当形式には京成3050形と同様の自動放送装置が装備され、車掌のボタン操作によりマナー啓発放送（優先席案内など）を流すことができる。

## 主要機器
東洋電機製造製のIGBT素子によるVVVFインバータ制御を採用し、集電装置はシングルアーム式パンタグラフとした。
制動装置は回生ブレーキ併用電気指令式空気ブレーキを採用し、京成3000形（2代）の4次車以降において実装された純電気ブレーキ機能を備える。
その他、北総鉄道が保有する車両としては初の集中式冷房装置を採用した。なお、千葉ニュータウン鉄道の所有車両では、9000形ですでに採用されている。

## 編成
編成は京成3000形（2代）と同様に、京浜急行電鉄の車両規定のため、電動車（M）を先頭に配したMT比6M2Tの8両編成で、M1車には主回路機器（VVVFインバータ制御装置）を、M2C車には電動空気圧縮機、蓄電池（中間M2車にも搭載）等を、付随車（T）には補助電源装置を搭載する。また浦賀寄り3両目の-6は弱冷房車としている。9200番台は千葉ニュータウン鉄道所有であることを示す。
|          | ← 浦賀印旛日本医大 →  |                          |                          |                         |                      |                     |                          |                       |          |           |
| 形式     | (8) 7500形 9200形 M2C | < (7) > 7500形 9200形 M1 | (6) 弱冷 7500形 9200形 T | (5) > 7500形 9200形 M1' | (4) 7500形 9200形 M2 | (3) 7500形 9200形 T | < (2) > 7500形 9200形 M1 | (1) 7500形 9200形 M2C | 製造     | 竣工時期  |
| 機器配置 | CP                    | VVVF                     | SIV                      | VVVF                    | CP                   | SIV                 | VVVF                     | CP                    | 製造     | 竣工時期  |
| 車両番号 | 7501-8                | 7501-7                   | 7501-6                   | 7501-5                  | 7501-4               | 7501-3              | 7501-2                   | 7501-1                | 東急車輛 | 2006年2月 |
| 車両番号 | 7502-8                | 7502-7                   | 7502-6                   | 7502-5                  | 7502-4               | 7502-3              | 7502-2                   | 7502-1                | 日本車輌 | 2006年3月 |
| 車両番号 | 7503-8                | 7503-7                   | 7503-6                   | 7503-5                  | 7503-4               | 7503-3              | 7503-2                   | 7503-1                | 日本車輌 | 2007年3月 |
| 車両番号 | 9201-8                | 9201-7                   | 9201-6                   | 9201-5                  | 9201-4               | 9201-3              | 9201-2                   | 9201-1                | 日本車輌 | 2013年2月 |

凡例
- VVVF - 主制御器（1C4M×2群）
- SIV - 補助電源装置（静止型インバータ）
- CP - 空気圧縮機